# 충덕중학교
충덕중학교(忠德中學校)는 대한민국 전라남도 여수시 덕충동에 있는 공립 중학교이다.

## 학교 연혁
- 1980년 5월 16일 : 충덕중학교 설립 인가(24학급)
- 1981년 3월 1일 : 초대 심이준 교장 취임
- 1981년 3월 6일 : 개교, 신입생 488명 입학
- 1984년 2월 20일 : 제1회 445명 졸업
- 2023년 3월 2일 : 제20대 정의봉 교장 부임
- 2024년 2월 2일 : 제41회 졸업(89명, 총 12,808명)

## 참고 자료
- 충덕중학교 - 한국교육학술정보원 학교알리미